# Manga (ort i Brasilien, Minas Gerais, Manga)
Manga är en ort i Brasilien.   Den ligger i kommunen Manga och delstaten Minas Gerais, i den östra delen av landet, 400 km öster om huvudstaden Brasília. Manga ligger 454 meter över havet och antalet invånare är 11 732.
Terrängen runt Manga är platt, och sluttar österut. Runt Manga är det mycket glesbefolkat, med 3 invånare per kvadratkilometer..
Omgivningarna runt Manga är huvudsakligen savann.